# لی یوئه‌جیو
لی یوئه‌جیو (انگلیسی: Li Yuejiu؛ زادهٔ ۱۹ نوامبر ۱۹۵۷) ژیمناست هنری اهل چین بود.